# Michael Bradley
Michael Bradley, född 31 juli 1987 i Princeton, USA, är en amerikansk tidigare fotbollsspelare (mittfältare) och senare tränare. Han är son till Bob Bradley som var tränare för USA:s landslag.

## Klubbkarriär
Bradley debuterade i MLS-laget MetroStars 2005 men flyttade redan året efter till Europa för spel i Heerenveen i den nederländska ligan. Säsongen 2007-2008 gjorde Bradley 15 ligamål på 30 ligamatcher för Heerenveen. Detta innebar att han slog Brian McBrides rekord över antalet mål under en säsong för en amerikansk spelare i ett europeiskt klubblag. Den 31 augusti 2008 blev Bradley klar för Mönchengladbach efter att även ha uppvaktats av flera Premier League-klubbar. Under sina två första säsonger i Mönchengladbach spelade Bradley 28 respektive 30 ligamatcher och gjorde fem respektive två ligamål.
I oktober 2023 meddelade Bradley att han skulle avsluta sin spelarkarriär. Kort därefter blev han klar som assisterande tränare till sin far Bob Bradley i norska Stabæk.

## Landslagskarriär
Bradley deltog för USA vid U20-VM 2007 då han gjorde ett mål på fem matcher. Han debuterade i A-landslaget i mars 2007 och gjorde sitt första mål i oktober samma år. Sin första turneringsseger med landslaget kom under 2007 års Concacaf Gold Cup och han deltog senare även vid OS 2008 och Fifa Confederations Cup 2009. Han deltog i sin första VM-turnering under VM 2010.